# 's Lands Plantentuin
's Lands Plantentuin was een botanische tuin in Buitenzorg, een plaats ten zuiden van Batavia. Nadat Indonesië een zelfstandige republiek was geworden, is de naam veranderd in Kebun Raya Bogor.
Het paleis in Buitenzorg was indertijd de residentie van de gouverneurs-generaal van Nederlands-Indië. In 1817 richtte het Indische gouvernement - direct naast de paleistuin van de gouverneur-generaal - 's Lands Plantentuin op. De paleistuin van de gouverneur-generaal en 's Lands Plantentuin grensden aan elkaar, zodat het leek of beide gronden in elkaar overliepen. Als eerste directeur werd de botanicus Caspar Georg Carl Reinwardt aangesteld. Hij wist in vijf jaar tijd negenhonderd verschillende planten bijeen te brengen. 
In de Plantentuin werd in 1842 ook een wetenschappelijke bibliotheek opgezet, de Bibliotheca Bogoriensis. Een paar jaar later werd ook een Herbarium gemaakt. Aan het eind van de negentiende eeuw werden ook het 'Natuurhistorisch Museum', een aantal onderzoeksinstituten en een laboratorium in de Plantentuin gebouwd. In 1852 werd in Cibodas werd een veldstation van de Plantentuin opgezet - de Bergtuin te Tjibodas - door de botanicus Johannes Elias Teijsmann.

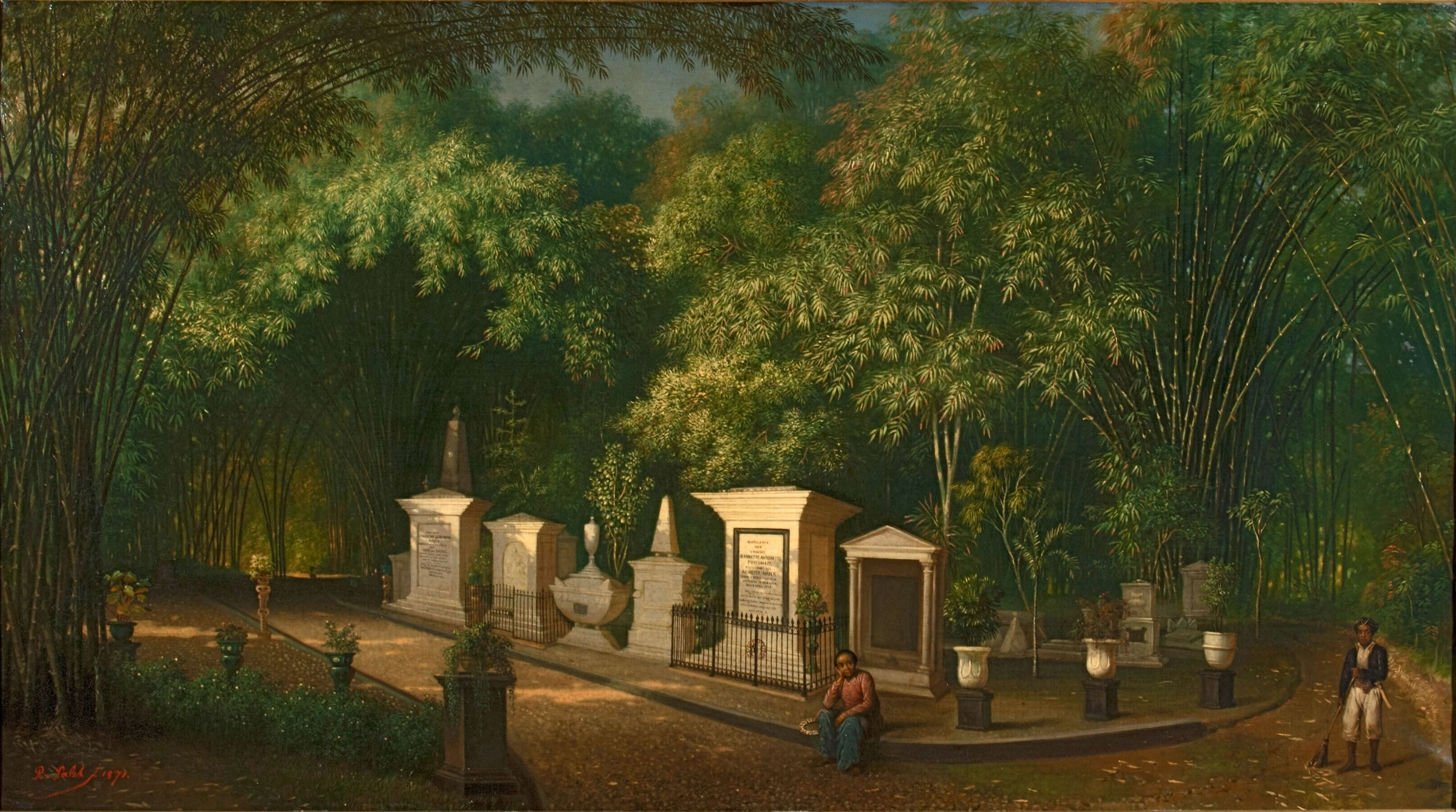
Schilderij van Raden Saleh met de Nederlandse begraafplaats in de plantentuin (1871)
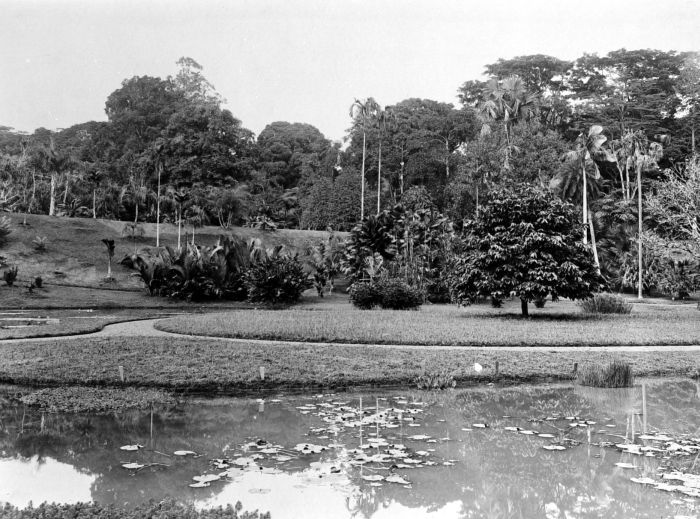
Foto van 's Lands plantentuin (1e helft 20e eeuw)

## Directeuren van de tuin
- 1817-1822 : Caspar Georg Carl Reinwardt
- 1823-1826 : Carl Ludwig Blume
- 1830-1869 : Johannes Elias Teijsmann
- 1869-1880 : Rudolph Herman Christiaan Carel Scheffer
- 1880-1910 : Melchior Treub
- 1911-1917 : Dr. Jacob Christiaan Koningsberger
- 1918-1932 : Willem Marius Docters van Leeuwen
- 1932-1943 : Hermann Ernst Wolff von Wülfing
- 1943-1945 : Takenoshin Nakai
- 1948-1951 : Dirk Fok van Slooten